# Лавров, Сергей Осипович
Сергей Осипович (Иосифович) Лавров (1844—1910) — общественный и политический деятель Российской империи, действительный статский советник, член III Государственной думы Российской империи от Ставропольского уезда, Самарской губернии, фракции Союз 17 октября.

## Биография

### Семья
Отец, Иосиф (Осип) Кондратьевич происходил из обер-офицерских детей. Не окончив курса в 1-й Казанской мужской гимназии и сдав экзамен с 28 мая 1841 года работал преподавателем арифметики и геометрии в Глазовском уездном училище. Всю жизнь в дальнейшем Иосиф Лавров проработал в уездных училищах: Малышевском, Симбирском, Самарском, Ставропольском. Затем трудился в должности ставропольского уездного училищного совета, дослужившись до чина коллежского асессора. За свою жизнь он был награждён орденом Святого Станислава 3-й степени (28 декабря 1879 (9 января 1880) и орденом Святого Владимира 4-й степени (22 сентября (4 октября) 1886), который давал право И. К. Лаврову и членам его семьи быть причисленным к потомственному дворянству. Этим правом он воспользовался 15 (27) апреля 1887 года, когда вместе с детьми и внуками был внесён в Третью часть дворянской родословной книги Самарской губернии.
Мать — Екатерина Андреевна, скончалась вскоре после переезда в Самару.
Вторым браком (28 июля 1861 года) Иосиф Лавров сочетался с Софьей Александровной Бланк — родной тёткой по матери В. И. Ленина. Несколько лет (1869—1875) проработала библиотекарем в Самарской общественной библиотеке. Во втором браке у четы Лавровых родились дети:
- Екатерина (1862—1863);
- Любовь (16 (28) сентября 1864—1912), в замужестве Воскресенская;
- Анна (1867—1881);
- Александр (18 (30) декабря 1869—1893);
- Николай (16 (28) февраля 1871—1915);
- Владимир (13 (25) мая 1872—1904).

18 (30) августа 1872 года Сергей Осипович Лавров женился на дочери коллежского асессора Петра Петровича Ярового Анне. У супругов было пятеро детей
- Софья (род. 13 (25) марта 1874);
- Надежда (род. 30 декабря 1875 (11 января 1876));
- Николай (род. 21 апреля (3 мая) 1883);
- Орест (род. 30 октября (11 ноября) 1884).
- Елена (род. 30 августа (11 сентября) 1886);

## Карьера
Окончил юридический факультет Казанского университета, стал кандидатом юридических наук.
20 декабря 1880 (1 января 1881) года Сергей Лавров начал работу членом Самарской губернской земской управы. В 1893 году он становится её председателем. В 1891 году будучи вызван на совещание к министру внутренних дел Лавров личной инициативе добился выделения средств для строительства гавани, мощения улиц, устройстве дамбы в Самаре, что было высоко оценено его коллегами.
Лавров сказал, что в Самаре много людей можно занять на строительстве гавани, мощении улиц, устройстве Балаковской дамбы и поднятии тракта от Засамарской слободы до Стромиловского хутора.
1893—1895 годах председатель Самарской губернской управы (исполнительный орган губернского земского собрания Самарской губернии).
С 1895 года до самой смерти трудился управляющим Управления государственным имуществом, позднее реорганизованном в Управление земледелия и государственных имуществ. Был почётным мировым судьёй Ставропольского уезда Самарской губернии (1899—1902). Затем смотрителем Ставропольского уездного училища.
Был небедным помещиком. Приобрёл 904,7 га земли в Самарском и Ставропольском уездах, а жене принадлежал двухэтажный дом в Самаре, подаренный матерью, и 450,2 га земли.
Был выбран членом III Государственной Думы от Самарской губернии, состоял в партии октябристов. Скончался до истечения срока полномочий. Был похоронен на Всехсвятском кладбище Самары.